# Arachniodes pubescens
Arachniodes pubescens är en träjonväxtart som först beskrevs av Carolus Linnaeus, och fick sitt nu gällande namn av George Richardson Proctor. Arachniodes pubescens ingår i släktet Arachniodes och familjen Dryopteridaceae. Inga underarter finns listade.